# 정지연 (조선)
정지연(鄭芝衍, 1525년~1583년 음력 8월 1일)은 조선 중기의 문신이다. 자는 연지(衍之), 호는 남봉(南峯), 본관은 동래이다. 최종 벼슬은 우의정에 이르렀다.

## 생애
1525년(중종 20년)에 태어났다. 동래 정씨 정광필의 증손자로 아버지는 《이생록》 등을 지은 의학자 정유인이며, 어머니는 구원지의 딸이다. 정유길의 종조카이기도 하다.
1549년(명종 4년)에 사마시에 합격하였고, 1566년(명종 21년)에 이황의 추천으로 왕손사부(선조의 스승)가 되었다. 이후 의금부도사로 있다가 45세 때인 1569년(선조 2년)에 별시문과에 급제하여 전조에 들어갔다. 이후 이조좌랑, 지평, 집의, 직제학, 대사간 등 여러 관직을 역임하였으며, 경상도관찰사, 대사헌을 거쳐 이조판서가 되고, 1581년(선조 14년) 우의정에 제수되었다. 당시 정지연은 선조에 의해 진급 순서를 뛰어넘으면서 정승의 반열에 올랐는데, 과거에 급제하고 겨우 15년 만에 정승이 된 것은 당시로써는 전례가 없던 일이었다.
1583년(선조 16년) 음력 8월 1일에 향년 59세를 일기로 죽었다. 정지연이 죽자 선조는 매우 애통해하였으며, 당시 실록의 사관은 정지연에 대해 "별다른 재능이 없었어도 국량이 있었고 또 늦게 진출하였던 덕에 인망을 잃지 않았다."고 평하였다.
정지연의 무덤은 경기도 양평군 옥천면 아신리에 있다.

## 가족 관계
- 아버지: 정유인(鄭惟仁, 1504~1553)
- 어머니: 능성 구씨 - 구원지(具元之)의 딸[11])
  - 정부인: 안동 권씨 - 판서(判書) 권예(權輗)의 딸
  - 계부인: 고령 신씨 - 군수(郡守) 신여주(申汝柱)의 딸